# Lynx (constelação)
Lynx, a Lince, é uma constelação do hemisfério celestial norte. O genitivo, usado para formar nomes de estrelas, é Lyncis.
As constelações vizinhas, segundo as delineações contemporâneas, são a Ursa Maior, a Girafa, o Cocheiro, os Gêmeos, o Caranguejo e o Leão Menor.
A constelação foi introduzida no final do século XVII pelo astrônomo polaco Hevélio. É considerada uma constelação "fraca", com as poucas estrelas mais brilhantes que possui formando uma linha em zigue-zague. A gigante laranja Alfa da Lince é a mais brilhante da constelação, e a variável semirregular Y Lyncis é uma favorita de observadores amadores. Seis sistemas estelares contendo planetas foram descobertos nesta constelação: os sistemas  6 Lyncis e HD 75898 foram descobertos através do método Doppler; os sistemas XO-2, XO-4, XO-5 e WASP-13 foram detectados quando passavam na frente da estrela-mãe.
Dentro dos limites da constelação estão NGC 2419, um aglomerado globular anormalmente remoto; a galáxia NGC 2770, em que foram recém-detectadas três supernovas de tipo Ib; o quasar distante APM 08279+5255, cuja luz é ampliada e refratada em múltiplas imagens pelo efeito de lenteamento gravitacional de uma galáxia em primeiro plano; e o Superaglomerado da Lince, que fora o mais distante superaglomerado conhecido quando foi descoberto em 1999.

## História
O astrônomo polonês Johannes Hevelius formou a constelação em 1687 a partir de 19 estrelas fracamente brilhantes, localizadas entre as constelações da Ursa Maior e do Auriga, que haviam sido parte previamente da constelação obsoleta de Jordanus Fluvius. Ele denominou-a Lynx (ou Lince) devido ao seu baixo brilho, desafiando futuros observadores de estrelas a verem-na e declarando que apenas aqueles com "olhos de lince" (com boa visão) seriam capazes de reconhecê-la. Hevelius também usou o nome Tigris (Tigre) em seu catálogo, mas manteve apenas o primeiro dos dois nomes em seu atlas. O astrônomo inglês John Flamsteed adotou a constelação em seu catálogo, publicado em 1712, e em seu atlas subsequente. De acordo com o astronômo amador do século XIX Richard Hinckley Allen, as principais estrelas em Lynx "poderiam bem ter sido utilizadas por um construtor moderno, quem quer que fosse, da nossa Ursa Maior para completar o quarteto dos pés"